# The River Murders - Vendetta di sangue
River Murders - Vendetta di sangue (The River Murders) è un film del 2011 diretto da Rich Cowan.

## Trama
Con la scoperta del primo corpo, tutto sembra essere una coincidenza, ma il detective Jack Verdon ha buone ragioni per preoccuparsi: tutte le vittime di una serie di crimini sessuali violenti sono le sue ex fidanzate. Sospettato dall'agente dell'FBI che ha preso in mano il caso e sospeso dal suo capitano, Jack deve lavorare illegalmente per trovare l'assassino, salvare la sua fidanzata e mantenere ciò che resta del suo passato.